# Trifón Poch
Trifón Poch López (Córdoba, 20 de julio de 1963) es un entrenador de baloncesto español. Actualmente está sin equipo y su último equipo en los banquillos fue el Oviedo Club Baloncesto de la Liga LEB Oro.

## Trayectoria
Tras formarse en el Sant Josep Badalona, Poch tuvo su primera experiencia profesional en un banquillo asturiano al final de la década de los 80 cuando entrenó al Baloncesto Gijón desde 1986 a 1988.
Más tarde, comenzaría una larga etapa en banquillos de Liga ACB (CB Girona, Etosa Alicante, Estudiantes, Mad-Croc Fuenlabrada) categoría en la que dirigiría casi medio millar de partidos. 
Con 492 partidos dirigidos en la Liga ACB, a fecha de enero de 2019, se encontraba en el puesto número 11 de entrenadores con más partidos.
Trifón también emprendería aventuras en Japón, dirigiendo al Mitsubishi Diamond Dolphins y en Argentina con Club Atlético Obras Sanitarias de la Nación.
En 2019, se integra en el Club Joventut Badalona para ser técnico asistente durante varias temporadas.
El 11 de julio de 2022, firma como entrenador del Oviedo Club Baloncesto de la Liga LEB Oro.
El 13 de febrero de 2023, es destituido como entrenador del Oviedo Club Baloncesto de la Liga LEB Oro.

## Clubs
- 1985-86   Sant Josep Badalona Junior.
- 1986-87   Segunda División. Sant Josep Badalona.
- 1986-88 Primera Baloncesto Gijón., en marzo del 88 es dado de baja y sustituido por Eduardo Ayuso
- 1988-89   ACB. Tenerife N.º 1. Segundo entrenador. Alexander Gomelski. 26-04-89, tras la destitución de Alexander Gomelski, es nombrado primer entrenador
- 1989-92   ACB. CB Girona. Segundo entrenador. Alfred Julbe.
- 1992-94   Primera División. Gran Canaria.
- 28-12-94 EBA. C.C. Llobregat Cornellà. Entra por Tim Shea.
- 1995-96   ACB. CB Girona. Segundo entrenador. Joaquim Costa. El 22-03-96 es nombrado primer entrenador, tras la destitución de Joaquín Costa
- 1996-03   ACB. CB Girona.07-02-03, es dado de baja, y sustituido por su ayudante Juan Llaneza
- 12-12-03   ACB.Etosa Alicante. Entra por Alfredo García, que sustituía a Luis Casimiro.
- 2003-07   ACB. Etosa Alicante.
- 2008-11   ACB CB Granada (Cortado a mitad de temporada).
- 2011-12   ACB Estudiantes (Entra en marzo).
- 2012  ACB Mad-Croc Fuenlabrada (Entra en noviembre).
- 2013-14   CEBG Junior.
- 2014-15 Mitsubishi Diamond Dolphins
- 2015-2017 Club Atlético Obras Sanitarias de la Nación
- 2017-2019 Bisbal Bàsquet. Director Técnico
- 2019-2022 Club Joventut Badalona Técnico Asistente
- 2022-2023Oviedo Club Baloncesto. Liga LEB Oro

## Estadísticas
| Equipo              | Temp.   | P  | V  | D  | %V-D | Finalizó    | PP | VP | DP | %V-DP | Resultado |
| ------------------- | ------- | -- | -- | -- | ---- | ----------- | -- | -- | -- | ----- | --------- |
| Mitsubishi Electric | 2014-15 | 54 | 29 | 25 | .537 | 2º en Oeste | 2  | 0  | 2  | .000  | 5º        |